# هيلين مارغريت غيلكي
هيلين مارغريت غيلكي (بالإنجليزية: Helen Margaret Gilkey)‏ هي عالمة نبات أمريكية، ولدت في 6 مارس 1886 في مونتيسانو في الولايات المتحدة، وتوفيت في 7 أغسطس 1972.